# ビルシュトナス
ビルシュトナス（リトアニア語: Birštonas）はリトアニアの中南部にある都市。国内第2の都市カウナスの南30km、プリエナイの南東7kmに位置しており、街の周囲をネムナス川で囲まれている。ビルシュトナス基礎自治体の中心都市であり、カトリック教会のカイシェドリース司教区内に置かれているビルシュトナス教区の中心都市でもある。
リゾート地として知られ、温泉療法や泥土療法が有名なため、療養目的で滞在する者も多い。サナトリウムは、「トゥルペ」（Tulpė、210人収容）、「ヴェルスメ」（Versmė、340人収容）、「エグレ」（Eglė、730人収容）の3箇所ある。街はマツ林に囲まれており、また、「ヴィータウタス」(Vytautas)、「ビルテ」(Birutė)、「ヴェルスメ」(Versmė)、「ダヌテ」(Danutė)、「ヴァイディルテ」(Vaidilutė) などのブランドで知られるミネラルウォーターも採水される。なお、「ヴィータウタス」や「ビルテ」を製造する「ビルシュトナス・ミネラル・ウォーター社」 (Birštono mineraliniai vandenys) はビルシュトナスで最も大きい企業である。
街には、1909年に建てられたビルシュトナス聖パドヴァのアントニオ教会や「ヴィータウタスの丘」と呼ばれるビルシュトナス・ヒルフォート（85m）がある。

## 歴史
1796年、ビルシュトナスで初等学校が開校（現・ビルシュトナス・ギムナジウム）。
1846年から源泉の調査が行われ、1851年に保養地が設置される。1855年には治療施設の建設が始まった。ビルシュトナスは、19世紀には、トラカイ郡イエズナス郷ビルシュトナス区の中心地であった。
世紀転換期には別荘の建設が進んだが、1905年または1906年に発生した火災により、街の中心部はほぼ全焼した。さらに第一次世界大戦で街は大きな被害を受け、多くの家が消失するなどした。
1918年にリトアニアが独立を宣言すると、1919年にアリートゥス郡ビルシュトナス郷が設置された。その後1924年にビルシュトナス郷は廃止され、以後1933年までイエズナス郷のもとに置かれたが、1933年以降再びビルシュトナス郷が設置された。
1924年、リトアニア赤十字が保健局と契約を結び、保養地の近代化（泥風呂、水道、水路、電気の設置など）を担うこととなった。これにより、ビルシュトナスでサナトリウム、泥風呂、ミネラルウォーター治療施設などが建設され、街は復興した。1933年には保養地病院が開院した。
第二次世界大戦では、ビルシュトナスは損害をほとんど受けなかった。1946年8月3日、ビルシュトナスは都市型集落となり単独の地区（ラヨナス）と同等の地位を得た。
1947年、2つのサナトリウムが設置された。第1サナトリウムは「トゥルペ」、第2サナトリウムは「スパリス」と命名された。
1948年、ビルシュトナスに初めて図書館が設置された。
1966年6月22日、ビルシュトナスは共和国直轄市となった。
1960年ごろにカウナス水力発電所が進むと、ビルシュトナスを取り囲むネムナス川の水位が上昇した。
1975年、2つのサナトリウムが合併し、トゥルペ・サナトリウムとなった。
1977年、ビルシュトナス美術学校が開校された。1978年、ビルシュトナス都市計画が承認された。
1993年、第1図書館と第2図書館が合併し、ビルシュトナス公共図書館となった。
1995年にビルシュトナス都市自治体が設置されることとなり、同年8月21日の大統領令第694号により、画家のアルヴィーダス・カジュダイリスがデザインしたビルシュトナス市章が制定された。かつてネムナス川沿いにあったクジラの彫刻はビルシュトナスのシンボルとして市民から愛されていたが、カウナス水力発電所の建設によりネムナス川の水位が上昇したため1959年に水中に沈んでしまった。その伝説のクジラが市章として蘇ることとなった。
1999年12月21日、プリエナイ地区自治体西部のうちビルシュトナス都市自治体に近接し、プリエナイよりもビルシュトナスに近い地域がビルシュトナス自治体に編入され、ビルシュトナス都市自治体はビルシュトナス基礎自治体に改称された。2009年4月24日、同自治体は7つの区を設置することを決定した。
2013年、エグレ・サナトリウムがオープンした。
2019年7月11日、ビルシュトナス展望塔がオープンした。

## 文化
1980年以降、隔年（偶数年）で「ビルシュトナス・ジャズ・フェスティバル」が開催されており、国内外から有名なアーティストが招待されている。

## 人口
- 1862年 - 0,234人
- 1959年 - 1,317人
- 1970年 - 1,518人
- 1975年 - 2,600人
- 1976年 - 2,600人
- 1979年 - 2,350人
- 1989年 - 3,537人
- 2001年 - 3,225人
- 2011年 - 2,554人
- 2016年 - 2,762人
- 2017年 - 2,422人
- 2018年 - 2,380人
- 2019年 - 2,369人
- 2020年 - 2,916人
- 2021年 - 3,072人

### 民族構成
- 2001年
  - リトアニア人 - 3,161人 (98.02%)
  - ロシア人 - 31人 (0.96%)
  - その他 - 33人 (1.02%)
- 2011年
  - リトアニア人 - 2,582人 (97.58%)
  - ロシア人 - 27人 (1.02%)
  - その他 - 37人 (1.40%)

## ギャラリー

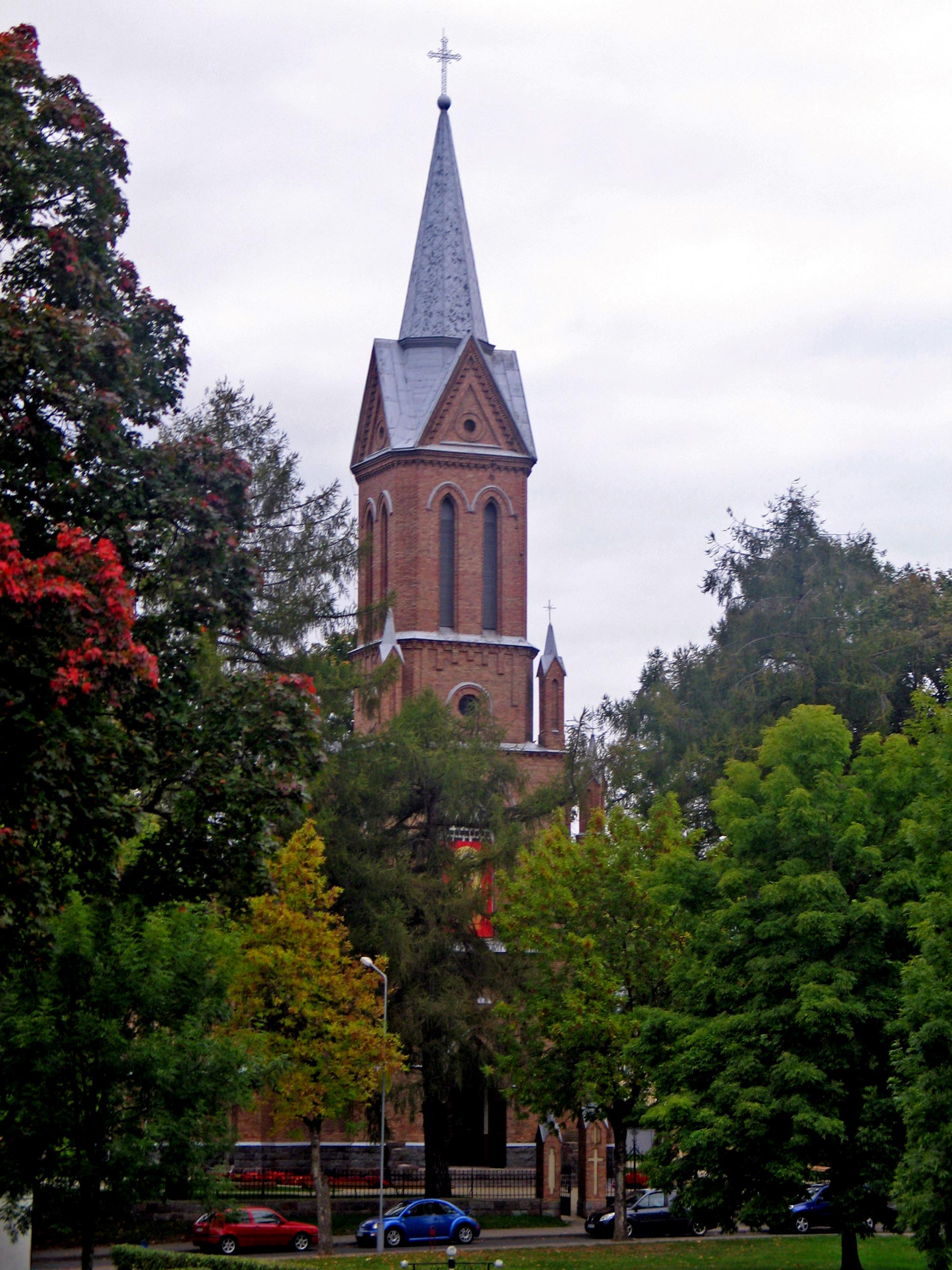
ネオ・ゴシック様式のビルシュトナス聖パドヴァのアントニオ教会（リトアニア語版）
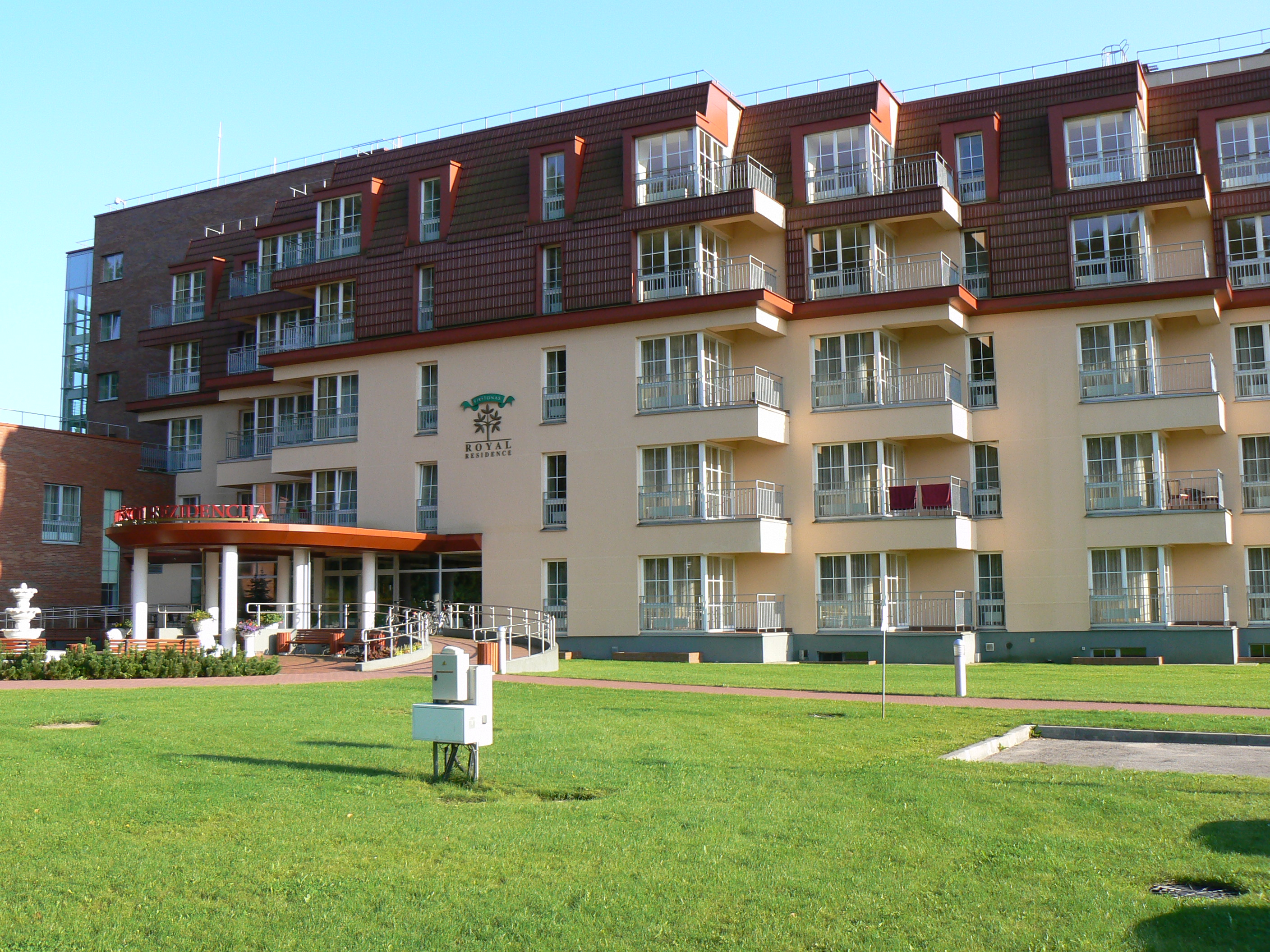
ホテル
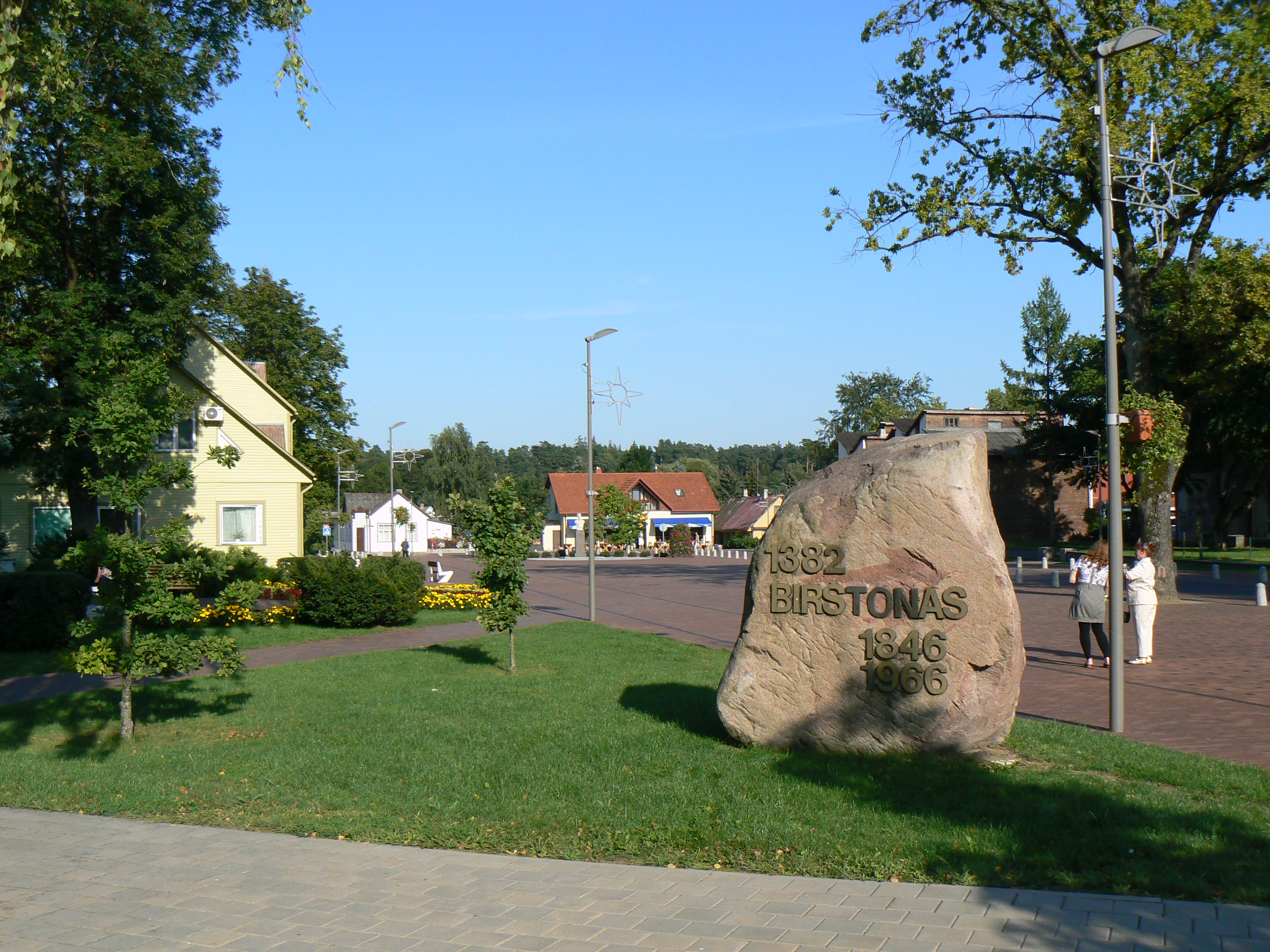
ヨナス・バサナヴィチュス通り
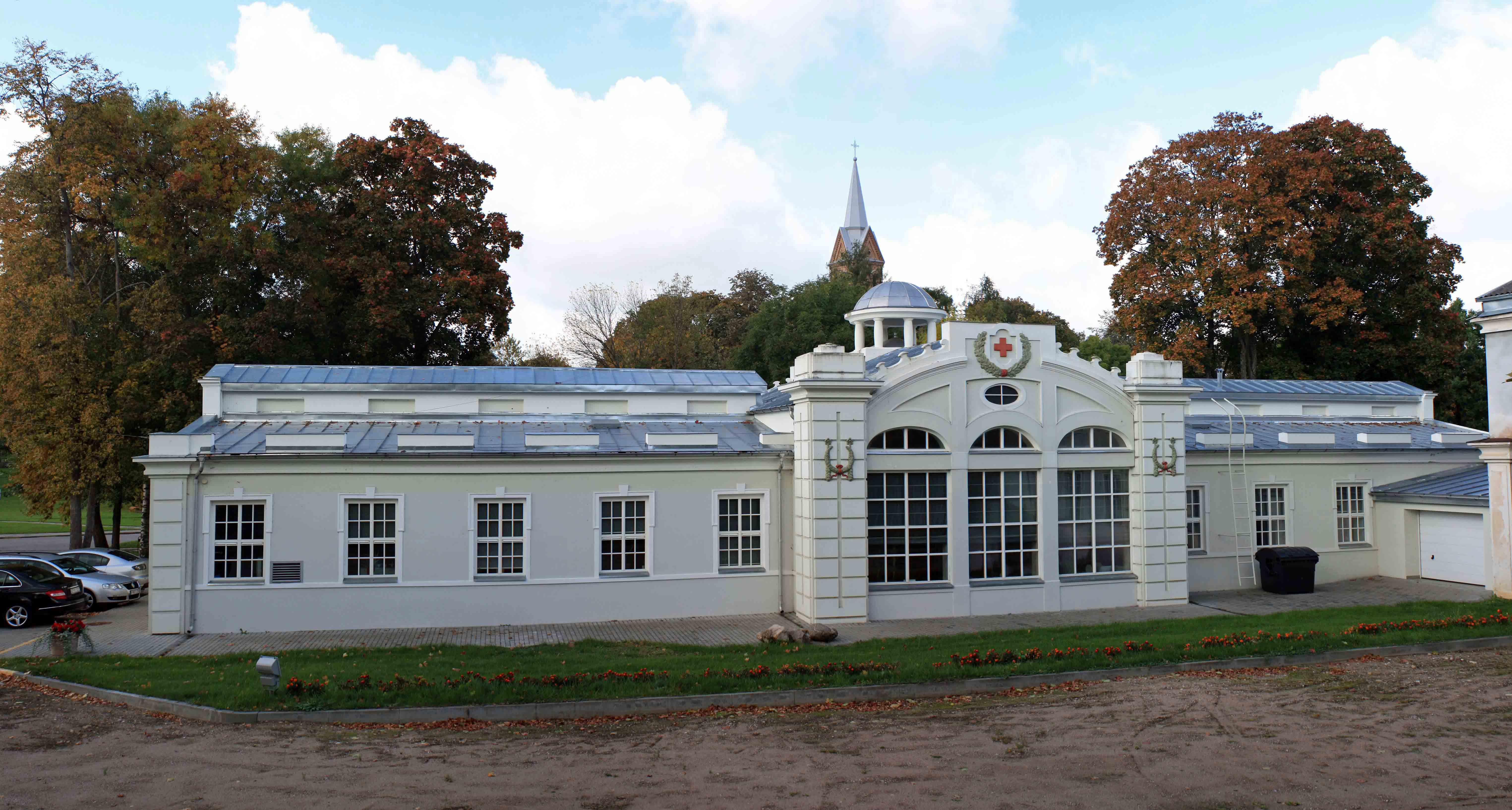
療養所